# 曾庆申
曾庆申（1935年1月—2016年4月20日），男，汉族，广东兴宁人，中华人民共和国政治人物，曾任广州市人大常委会主任，第九届全国人大代表。